# Derecha Navarra y Española
Derecha Navarra y Española (en euskera: Naparra ta Españico Escuñe; DNE) fue un partido político español de ultraderecha, foralista y españolista, creado en 2011 como escisión del Partido Popular de Navarra. Se definía como católico y defendía la españolidad de Navarra y sus fueros, así como la cadena perpetua y el estricto control de la inmigración irregular; asimismo rechazaba la integración de Navarra en Euskadi, el matrimonio entre personas del mismo sexo y el aborto. Además, se oponía al euskera batúa (euskera estandarizado), por lo que en euskera se autodenominaba Naparra ta Españico Escuñe. En 2015 se integró en Vox.

## Historia
Derecha Navarra y Española (DNE) fue fundado por Nieves Ciprés, exconcejala del Ayuntamiento de Pamplona e hija de Ángel Ciprés Esparza, alcalde de Javier por Unión del Pueblo Navarro (UPN) durante 28 años y presidente honorífico del nuevo partido. Tras la ruptura entre UPN y el Partido Popular (PP) en 2009, Nieves Ciprés presentó su candidatura a la presidencia del Partido Popular de Navarra, pero esta fue anulada por la comisión organizadora. Tras perder la demanda judicial que interpuso, fue expulsada junto con otros once miembros del PP por sus críticas públicas a la dirección del partido en Navarra y el modo en la que la formación había desarrollado el proceso que condujo a la elección de Santiago Cervera como presidente. Finalmente, los expulsados crearon su propio partido de cara a las elecciones municipales de mayo de 2011.

### Elecciones municipales de mayo de 2011
En las elecciones municipales y las forales de mayo de 2011, además de presentar una lista al Parlamento de Navarra, el partido se presentó en los municipios de Leiza, Pamplona, Barañáin, Ablitas, Javier, Estella, San Adrián y Tudela. Solamente logró representación en Leiza, con un concejal.

### Elecciones municipales parciales de noviembre de 2011
En las elecciones generales de noviembre de 2011 DNE presentó una lista al Senado en alianza con Alternativa Española (AES). Sin embargo, retiró su lista al Congreso con el objetivo de aunar todo el voto de derecha en la candidatura UPN-PP y tratar de evitar que Amaiur consiguiera representación.
En la misma fecha de las elecciones generales, tuvieron lugar también elecciones locales en aquellos municipios en que no había habido elecciones en mayo por no haberse presentado ninguna candidatura. La legislación electoral dispone que, en estos casos, hay que celebrar elecciones en el plazo de seis meses. DNE fue la única candidatura presentada en Garínoain y Luquin, lo que provocó en muchos vecinos una llamada a votar en blanco. En Garínoain el candidato de DNE, Gonzalo Vicuña, alcanzó la alcaldía al superar el 5% de los votos exigidos —al obtener 18 votos frente a 305 en blanco, 47 abstenciones y 6 votos nulos—; no así en Luquin, donde DNE obtuvo un solo voto frente a 93 en blanco y 20 abstenciones. Aunque ningún integrante de la candidatura estuviera empadronado en Luquin, la presidenta de DNE, Nieves Ciprés, atribuyó estos resultados a lo que consideró «coacción abertzale».
En la noche electoral se produjeron una serie de incidentes en Garínoain y la Policía Foral tuvo que escoltar a Nieves Ciprés y cuatro compañeros de partido, que estaban siguiendo el escrutinio. El 4 de diciembre, unos 500 vecinos se manifestaron en rechazo a la alcaldía de DNE, a la que calificaron de «usurpación política y oportunismo» en un comunicado en el que denunciaron que DNE «se presentó a última hora, sin dar opción a los vecinos de presentar una candidatura alternativa» y además «no realizó campaña alguna ni dio a conocer cuáles eran sus propuestas».
En Garínoain, el alcalde tendría que haber sido el primero de la lista de DNE, Gonzalo Vicuña, pero éste renunció a tomar posesión por las presiones e insultos que recibía. El número dos, Javier Echarri Cabodevilla, fue proclamado alcalde el 4 de enero de 2012. Tras la toma de posesión, el nuevo primer edil declaró sentirse «perfectamente avalado» para ejercer la alcaldía, a pesar del nutrido grupo de personas concentradas frente al ayuntamiento en protesta por la investidura. En cuanto al resto de ediles, ninguno era vecino del municipio y algunos eran madrileños vinculados a la formación ultraderechista Alternativa Española (AES). Echarri matizó que DNE no era un partido de extrema derecha, sino «de derechas, conservadores y cristianos». La primera medida que tomó DNE fue hacer ondear en el balcón del ayuntamiento la bandera española, la navarra y la municipal, un hecho que no ocurría desde hacía 35 años.

### Integración en Vox
El 24 de febrero de 2015 se integró en Vox, pasando a denominarse Vox Navarra y manteniendo a  Nieves Ciprés como presidenta de la nueva estructura organizativa.